# Association Démocratique, ayant pour but l'union et la fraternité de tous les peuples
De Association Démocratique, ayant pour but l'union et la fraternité de tous les peuples was een politieke beweging die van België een democratische republiek wilde maken.

## Geschiedenis
De organisatie werd gesticht op 27 september 1847 te Brussel. Tot de stichtende leden behoorden onder meer de advocaten Lucien Jottrand en Karel Spilthoorn. Ook waren er veel in België wonende buitenlanders bij de oprichting betrokken, onder andere Polen, Zwitsers, Fransen en Duitsers. Deze groep trof elkaar onder meer in het café Le Cygne op de Grote Markt te Brussel. De beweging had als doel de toenmalige democratische krachten in België te verenigen. Voorzitter was Lucien Jottrand, ondervoorzitter was Karl Marx. Spilthoorn stelde het reglement van de vereniging op. In januari 1848 werd een afdeling gesticht in Gent, met Spilthoorn als voorzitter. 
Jottrand wilde sociale verandering bekomen via de grondwettelijke weg en hield zich ver van arbeidersopstanden. Als radicaal liberaal verzette hij zich in de eerste plaats tegen de rol van de adel in de Belgische politiek en het koningshuis. In tegenstelling tot de (kleine) proletarische vleugel met onder meer Friedrich Engels en Karl Marx was het zijn doelstelling om de arbeidersklasse te verheffen uit hun miserie veeleer dan ze te bevrijden en in die strijd een andere samenleving te creëren. Deze tegenstelling leidde kortstondig tot een breuk tussen beiden en Marx zegde zelfs zijn lidmaatschap van de beweging hierdoor op. De aanloop naar de revoluties van 1848 bracht hen echter weer samen. Spilthoorn werd, als vertegenwoordiger van de Association Démocratique, naar Parijs afgevaardigd om er aan de Voorlopige regering de warmste gelukwensen over te brengen.
De Association Démocratique was een tijdlang uitgever van de Deutsche Brüsseler Zeitung.
De vereniging werd door de autoriteiten verantwoordelijk gesteld voor de Affaire van Risquons-Tout, een mislukte invasie vanuit Frankrijk door Belgische revolutionairen. Op het assisenproces in Antwerpen werden verschillende leden veroordeeld, onder wie erevoorzitter François Mellinet en de genaturaliseerde Luxemburger Victor Tedesco. Die laatste kreeg op 30 augustus 1848 met zestien anderen de doodstraf wegens samenzwering tegen de veiligheid van de staat. De doodstraffen werden niet uitgevoerd, maar de betrokkenen verdwenen in het Fort van Hoei en de Association Démocratique viel uiteen.